# Christopher Moltisanti
Christopher Moltisanti, interprété par Michael Imperioli, est un personnage fictif de la série télévisée d'HBO Les Soprano. 
Il est le protégé de Tony Soprano et capo de la famille DiMeo.

## Biographie
Bien que Christopher soit en réalité un cousin de Carmela, la femme de Tony, celui-ci le mentionne souvent comme son « neveu ». Il a en effet beaucoup d'affection pour lui, et voit en lui un potentiel successeur.  
Christopher a perdu son père, mafieux estimé, étant enfant, et sa mère, alcoolique, est peu aimante. Devenu un adulte en manque de reconnaissance, il est un grand consommateur de drogues, ce qui n'arrange pas son comportement irresponsable et impulsif. Tony doit ainsi régulièrement le rappeler à l'ordre. Durant son temps libre, il écrit des scénarios et rêve de faire carrière dans le cinéma. 
Jusqu'en saison 5, il a une relation passionnelle avec Adriana La Cerva. Lorsqu'elle lui avoue qu'elle informe le FBI et lui propose de rejoindre avec elle le programme de protection des témoins, Christopher choisit de la dénoncer à Tony. Sa mort le fera replonger dans la drogue. Il épousera par la suite Kelli, avec qui il a un enfant. 
Bien qu'il apparaisse rapidement que Christopher ne sera jamais à la hauteur des espoirs placés en lui, Tony ne le réalise qu'en fin de saison 6, alors que lui et son neveu ont un grave accident de voiture. Il comprend qu'il ne sortira jamais de ses addictions et représente un danger pour tous, y compris sa propre famille. Il choisira donc de le tuer.